# Lagoa Santa Maria
Lagoa Santa Maria' é uma reserva hídrica situada no Parque Nacional de Brasília. Possui acesso proibido, exceto com a permissão do Ibama e, mesmo assim, para fins de pesquisa.Seu formato visto de satélite lembra uma baleia.